# Ariosofie

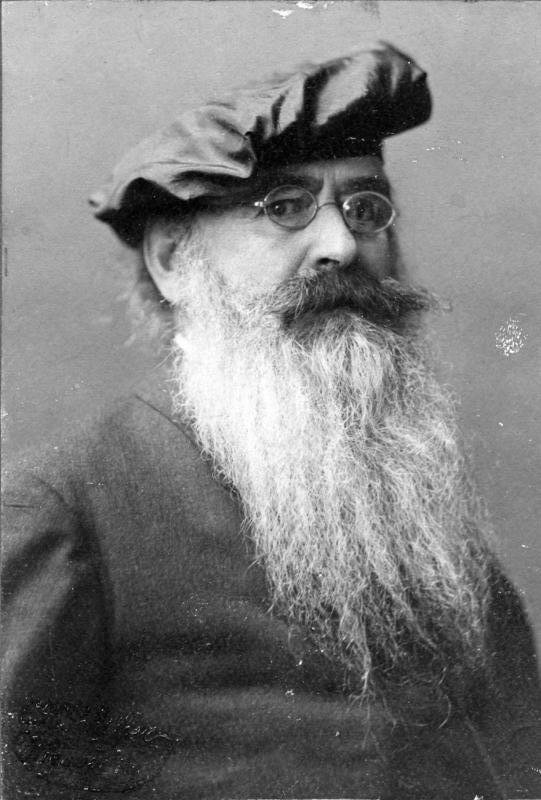
Guido von List (1848-1919)

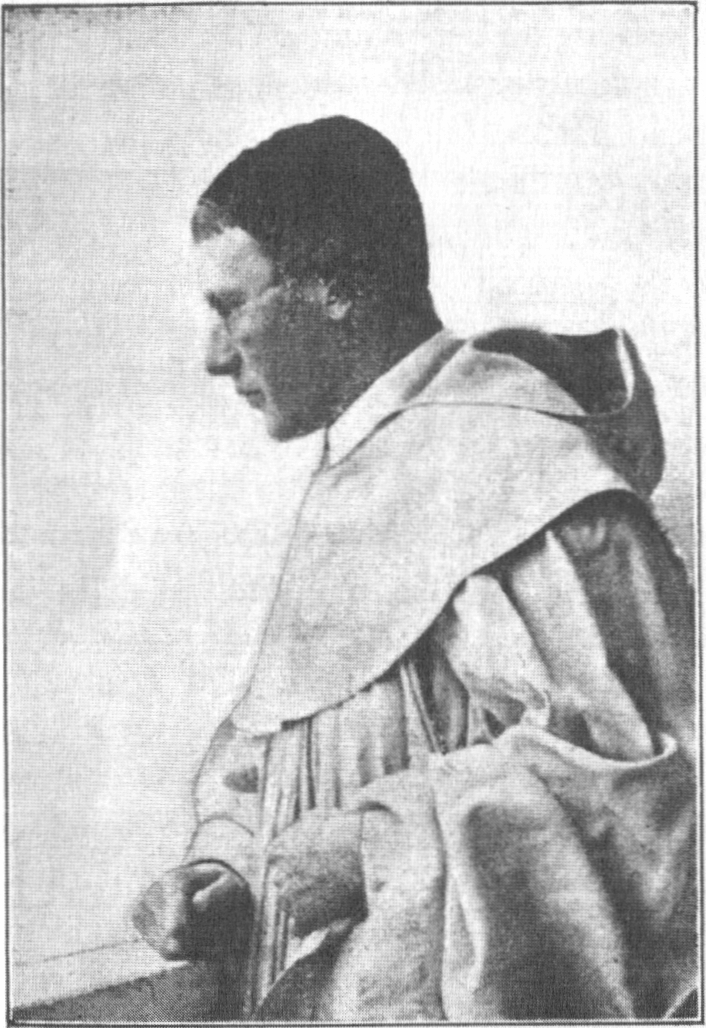
Jörg Lanz von Liebenfels (1874-1954) in cisterciënzer pij

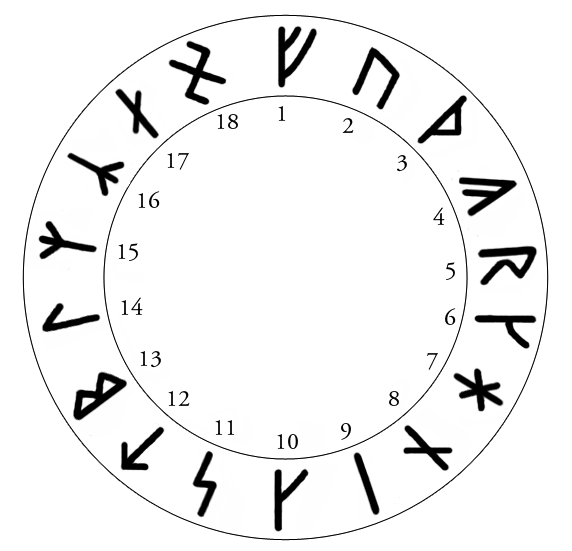
Armanen Futharkh in cirkel met getallenwaarden

Ariosofie, door sommigen ook onder de noemer nazimystiek gebracht, is een racistische pseudowetenschap die de evolutionaire en spirituele dominantie van het 'Arisch ras' veronderstelt. Het ariosofisch gedachtegoed werd ontwikkeld door Guido von List en voortgezet door Jörg Lanz von Liebenfels binnen het kader van de Duitse Völkische Bewegung.

## Omschrijving
Ariosofie verbindt de theosofische rassenleer van Helena Blavatsky met de rassentheorieën van Arthur de Gobineau en occult runengeloof. De centrale stellingen van de ariosofie postuleren een "Arisch oerras" in Noord-Europa dat van alle mensenrassen het hoogst ontwikkeld zou zijn. Binnen de Völkische Bewegung verliep de indeling naar volk geheel volgens raskenmerken, waaruit de overtuiging ontstond dat de nakomelingen van dit "Arisch oerras", waarmee de Germanen en meer bijzonder de Duitsers bedoeld werden, ook dominant en verder ontwikkeld waren dan alle andere volkeren.
Als consequentie hiervan stelde Liebenfels, in navolging van List, dat het "Arische ras" alle andere (minderwaardige) "onderrassen" diende te bestrijden. Voor Liebenfels was het doel van deze rassenstrijd het verhinderen van rassenvermenging omdat deze het "Arische heldenras" slechts kon verzwakken. Hij stelde onder andere vergaande fokprogramma's voor onder de Duitsers om het 'arische ras' te 'veredelen' en daarnaast massasterilisatie van de "minderwaardige rassen" als middelen om deze strijd te voeren.

## Geschiedenis
Onder invloed van het toenemend geaccepteerde evolutionisme in de tweede helft van de 19de eeuw kwam er ook een sociaal evolutionisme op dat 'survival of the fittest' ook op de mens wilde toepassen: de eugenetica. Volgens de eugenetica is het nodig dat 'zwakke elementen' binnen de mens zich niet mogen voortplanten en zo het ras kunnen verzwakken. Een zekere 'rassen-hygiëne' is noodzakelijk en zelfs 'veredeling' is nodig om het ras te versterken. In veel westerse landen werd zelfs een zeker eugenetisch beleid gevoerd zoals in de VS, Zweden en Zwitserland.
In de latere nazistische rassenleer werden dit kernbegrippen. Voor en na het fin de siècle (1900) deden deze theorieën al de ronde in Duitstalige pseudowetenschappelijke, racistische en occulte kringen en vooral in Wenen waren talrijke clubjes die zich hiermee bezighielden. In die tijd hield ook de jonge Adolf Hitler zich in Wenen op en deed hier veel ariosofisch gedachtegoed op dat hij integreerde in zijn wereldbeeld dat later het nationaalsocialisme genoemd zou worden. Onder de latere nazikopstukken was vooral de in mystiek en occultisme geïnteresseerde SS-leider Heinrich Himmler een radicale aanhanger van dit gedachtegoed en, na het aan de macht komen van de Nationaalsocialistische Duitse Arbeiderspartij, voerde hij zelfs fokprogramma's in zoals het Lebensborn-project.
Na het einde van de Tweede Wereldoorlog kende het ariosofische gedachtegoed een opleving in de vorm van het verschijnen van diverse nieuwgermaanse, rechtse sekten en occulte groepen, zoals de in 1976 door Adolf Schleipfer opgerichte Armanenorden of de Artgemeinschaft van Jürgen Rieger.

## Rasbegrip in de theosofie en antroposofie
Ondanks de vele overeenkomsten bestaan er ook grote verschillen tussen het rasbegrip in Blavatsky's theosofie zoals uiteengezet in De Geheime Leer (1888) en het rasbegrip in de ariosofie. Blavatsky identificeerde het Arische ras niet met de Germaanse volkeren, en hoewel er in haar leer de notie van superieure en inferieure rassen aanwezig is, wordt er geen nadruk gelegd op de dominantie van superieure rassen ten opzichte van inferieure. Blavatsky was geen voorstander van raciaal geweld, daar haar raciale evolutie de vorm heeft van een onafwendbaar proces dat verloopt volgens vaste spirituele wetten. Klaarblijkelijk had ze het niet over 'ras' in materiële zin, maar over een aanduiding van de verhouding tussen involutie en evolutie (beide in de betekenis van emanatie) van verschillende samenstellende delen van de mens (zoals lichaam, ziel en geest). Duidelijk is dat dit theosofisch rasbegrip geen onderscheid is tussen mensen, omdat elk mens uit die samengestelde delen ('beginselen') bestaat. Na de opkomst van het Nazigebruik van de term Arisch Ras werd deze in veel theosofische kringen vervangen door Adamisch Ras, om duidelijk te maken dat ze zich van dit gedachtegoed distantiëren. Bovendien slaat de term ras in de theosofie op de opeenvolgende verschijningsvormen van de mens en niet op de huidige diversiteit van mensen. Stricto sensu kan worden gezegd dat volgens de meeste theosofen alle huidige mensen op aarde tot hetzelfde ras behoren, hoewel sommige volkeren nog enkele kenmerken van de vorige rassen belichamen.

## Ariërs historisch bezien
In een van de versies van de Arische invasietheorie is het Arische ras een volk geweest dat in de Himalaya dan wel Kaukasus verbleef en uiteindelijk zich in Noord-India en Perzië vestigde. In kringen van het Thule-Gesellschaft, een van de vele in Zuid-Duitsland aanwezige racistisch-occulte verenigingen waar de nazi's hun ideologie aan ontleenden, associeerde men daarom Tibet met Xanadu, de plek vanwaar de menselijke (= Arische) beschaving en levensbron zou stammen. In 1938 stuurde Himmler daarom Heinrich Harrer met een expeditie naar Lhasa om deze bron des levens terug te vinden.